# ایوارت بسویک
ایوارت بسویک (انگلیسی: Ewart Beswick؛ 5 April 1897 – فوریه ۱۹۷۸ (aged 81)) بازیکن فوتبال اهل بریتانیا بود.
از باشگاه‌هایی که در آن بازی کرده‌است می‌توان به باشگاه فوتبال استوک سیتی و باشگاه فوتبال کونگلتون تاون اشاره کرد.